# Halldór Laxness
Halldór Kiljan Laxness, född 23 april 1902 i Reykjavík, död 8 februari 1998 i Mosfellsbær nära Reykjavík, var en isländsk författare, mottagare av Nobelpriset i litteratur 1955.

## Biografi
Halldór Guðjónsson föddes i Reykjavík, men flyttade 1905 med sina föräldrar Sigríður Halldórsdóttir och Guðjón Helgi Helgason till den plats, som senare skulle ge honom hans författarnamn: Laxness i Mosfellsbær. Han var förtjust i att läsa böcker och skriva historier och vid 14 års ålder fick han en första text publicerad i dagstidningen Morgunblaðið under signaturen "H.G.". Detta var början på ett produktivt skrivande, som till slut skulle omfatta 51 böcker, varav den första gavs ut 1919.
Den unge Halldór Laxness reste mycket i Europa och i mitten på 1920-talet omvändes han till katolicismen. Detta skedde under en klostervistelse  i Luxemburg. Religiositeten avspeglades starkt i hans författarskap genom självbiografiska och reflekterande verk. Han tog dessutom namnet Kiljan efter irländska St Kilian. Halldór Laxness religiositet var emellertid inte särskilt långlivad. Under åren 1927-1929 vistades han i Amerika och arbetslösheten, de sociala klyftorna samt den ekonomiska krisen gjorde honom istället övertygad socialist vilket återspeglades i romanernas teman.
Laxness var gift och hade fyra barn, dels två döttrar med Auður Sveinsdóttir Laxness: Sigríður och Guðný, med Ingibjörg Einarsdóttir Laxness: sonen Einar samt med Málfríður Jónsdóttir: dottern María.
Från och med 1945 var han bosatt i Gljúfrasteinn i Mosfellsbær.

## Betydelse för litteraturen
Laxness har i mycket hög grad dominerat den isländska 1900-talslitteraturen. Han stod själv för många litterära utvecklingssteg, men även de strömningar som skapats i direkt opposition mot Laxness har haft stor betydelse för den moderna isländska litteraturen. Laxness räknas som Islands ledande författare och en av världens främsta berättare överlag.
Laxness litterära stil, hans ämnesval och tonfall är mycket varierande. Han skrev vackra lyriska skildringar men också burleskt, experimentellt och absurt komiskt. Laxness var också bred i genrevalet, han skrev essäer, artiklar, romaner, noveller och teaterpjäser.

## Nobelpriset i litteratur 1955
Svenska Akademiens motivering för att tilldela Halldór Laxness nobelpriset i litteratur var följande:
"För hans målande epik, som förnyat den stora isländska berättarkonsten"
Motiveringen vittnar för övrigt om omvärldens konsensus angående modern isländsk litteratur, där den anses vara alltjämt under stort inflytande av den gamla traditionen av isländska sagor, ett påstående som inte är ogrundat men som knappast omspänner hela det moderna, isländska, litterära fältet – ej heller hela Halldór Laxness produktion.

## Citat
"Jag tänker på de underbara människor från folkdjupet som fostrade mig. Jag tänker på min far och på min mor. Och jag tänker särskilt på min gamla mormor, som lärde mig många hundra verser av gammal isländsk poesi, innan jag lärde mig alfabetet. [...]
Jag frågade mig den kvällen på mitt skånska hotellrum: Vad kan framgång och berömmelse ge en diktare? En viss materiell lycka, det är klart, som en följd av pengar. Men om en isländsk skald glömmer sitt ursprung ur folkdjupet, där sagan bor; om han mister förbindelsen med och pliktkänslan mot det tillbakaträngda livet, som min gamla mormor lärde mig att vörda – då är berömmelse och välstånd ganska likgiltiga." (Ur det tal Halldór Laxness höll vid nobelfesten 1955)

### Översättningar
Laxness var också en flitig översättare. Han översatte bl.a. följande verk till isländska:
- Farväl till vapnen av Ernest Hemingway (isl. Vopnin kvödd), 1941
- Skepp på himlen av Gunnar Gunnarsson (isl. Skip heiðríkjunnar), 1941
- Natten och drömmen av Gunnar Gunnarsson (isl. Nótt og draumur), 1942
- Den oerfarne resenären av Gunnar Gunnarsson (isl. Óreyndur ferðalangur), 1943
- Laxdalingarnas saga till modern isländska (isl. Laxdæla saga), 1941

## Filmografi
Flera av Laxness romaner har filmatiserats på Island. Salka Valka blev film i en isländsk/svensk samproduktion år 1954, i regi av Arne Mattsson och med Gunnel Broström i titelrollen.